# Австрія на літніх Олімпійських іграх 2016
Австрію на літніх Олімпійських іграх 2016 в Ріо-де-Жанейро, представляли 65 спортсменів у 20 видах спорту.

## Медалісти
| Медалі | Спортсмени            | Вид спорту       | Дисципліна | Дата      |
| ------ | --------------------- | ---------------- | ---------- | --------- |
| Бронза | Томас Заяц Таня Франк | Вітрильний спорт | Накра 17   | 16 серпня |

## Стрільба з лука
| Спортсмен         | Дисципліна                     | Попередній раунд | Попередній раунд | 1/32 фіналу        | 1/16 фіналу        | 1/8 фіналу         | Чвертьфінали       | Півфінали          | Фінал / БМ         | Фінал / БМ       |
| Спортсмен         | Дисципліна                     | Результат        | Сіяний           | Суперник Результат | Суперник Результат | Суперник Результат | Суперник Результат | Суперник Результат | Суперник Результат | Місце            |
| ----------------- | ------------------------------ | ---------------- | ---------------- | ------------------ | ------------------ | ------------------ | ------------------ | ------------------ | ------------------ | ---------------- |
| Лоуренсе Балдауфф | індивідуальна першість (жінки) | 619              | 41               | Devi (IND) L 2–6   | Завершила виступ   | Завершила виступ   | Завершила виступ   | Завершила виступ   | Завершила виступ   | Завершила виступ |

## Легка атлетика
Легенда
- Note – для трекових дисциплін місце вказане лише для забігу, в якому взяв участь спортсмен
- Q = пройшов у наступне коло напряму
- q = пройшов у наступне коло за добором (для трекових дисциплін - найшвидші часи серед тих, хто не пройшов напряму; для технічних дисциплін - увійшов до визначеної кількості фіналістів за місцем якщо напряму пройшло менше спортсменів, ніж визначена кількість)
- NR = Національний рекорд
- N/A = Коло відсутнє у цій дисципліні
- Bye = спортсменові не потрібно змагатися у цьому колі

Трекові і шосейні дисципліни
| Спортсмен      | Дисципліна                            | Попередній забіг | Попередній забіг | Півфінал         | Півфінал         | Фінал            | Фінал            |
| Спортсмен      | Дисципліна                            | Результат        | Місце            | Результат        | Місце            | Результат        | Місце            |
| -------------- | ------------------------------------- | ---------------- | ---------------- | ---------------- | ---------------- | ---------------- | ---------------- |
| Андреа Майр    | марафонський біг (жінки)              | Н/Д              | Н/Д              | Н/Д              | Н/Д              | 2:41:52          | 64               |
| Беате Шротт    | біг на 100 метрів з бар'єрами (жінки) | 13.47            | 8                | Завершила виступ | Завершила виступ | Завершила виступ | Завершила виступ |
| Дженніфер Вент | біг на 5000 метрів (жінки)            | 16:07.02         | 14 q             | Н/Д              | Н/Д              | 15:56.11         | 16               |

Технічні дисципліни
| Спортсмен           | Дисципліна               | Кваліфікація       | Кваліфікація | Фінал              | Фінал |
| Спортсмен           | Дисципліна               | Результат у метрах | Місце        | Результат у метрах | Місце |
| ------------------- | ------------------------ | ------------------ | ------------ | ------------------ | ----- |
| Лукас Вайсгайдінгер | метання диска (чоловіки) | 65.86              | 2 Q          | 64.95              | 6     |

Комбіновані дисципліни – десятиборство (чоловіки)
| Спортсмен            | Дисципліна | 100м  | СД   | ШЯ    | СВ   | 400м  | 110Б  | МД    | СЖ   | МС    | 1500м   | Final | Місце |
| -------------------- | ---------- | ----- | ---- | ----- | ---- | ----- | ----- | ----- | ---- | ----- | ------- | ----- | ----- |
| Домінік Дістелбергер | Результат  | 10.84 | 7.33 | 13.40 | 1.89 | 48.61 | 14.39 | 38.09 | 4.80 | 61.83 | 4:33.47 | 7954  | 19    |
| Домінік Дістелбергер | Очки       | 897   | 893  | 692   | 705  | 880   | 925   | 626   | 849  | 765   | 722     | 7954  | 19    |

Комбіновані дисципліни – семиборство (жінки)
| Спортсмен   | Дисципліна | 100Б  | СВ   | ШЯ    | 200 м | СД   | МС    | 800 м   | Фінал | Місце |
| ----------- | ---------- | ----- | ---- | ----- | ----- | ---- | ----- | ------- | ----- | ----- |
| Івона Дадич | Результат  | 13.81 | 1.77 | 13.43 | 24.60 | 6.05 | 46.08 | 2:15.64 | 6155  | 21    |
| Івона Дадич | Очки       | 1001  | 941  | 756   | 924   | 865  | 784   | 884     | 6155  | 21    |

## Бадмінтон
| Спортсмен          | Дисципліна                  | Груповий етап                 | Груповий етап                    | Груповий етап                 | Груповий етап | Вибування          | Чвертьфінал        | Півфінал           | Фінал / БМ         | Фінал / БМ       |
| Спортсмен          | Дисципліна                  | Суперник Результат            | Суперник Результат               | Суперник Результат            | Місце         | Суперник Результат | Суперник Результат | Суперник Результат | Суперник Результат | Місце            |
| ------------------ | --------------------------- | ----------------------------- | -------------------------------- | ----------------------------- | ------------- | ------------------ | ------------------ | ------------------ | ------------------ | ---------------- |
| Давід Оберностерер | одиночний розряд (чоловіки) | Lin D (CHN) L (5–21, 11–21)   | Нгуєн Т М (VIE) L (18–21, 14–21) | Малков (RUS) L (11–21, 10–21) | 4             | Завершила виступ   | Завершила виступ   | Завершила виступ   | Завершила виступ   | Завершила виступ |
| Елізабет Бальдойф  | одиночний розряд (жінки)    | Tai T-y (TPE) L (11–21, 9–21) | Пермінова (RUS) L (17–21, 8–21)  | Н/Д                           | 3             | Завершила виступ   | Завершила виступ   | Завершила виступ   | Завершила виступ   | Завершила виступ |

## Веслування на байдарках і каное

### Слалом
| Спортсмен     | Дисципліна   | Попередній раунд | Попередній раунд | Попередній раунд | Попередній раунд | Попередній раунд | Попередній раунд | Півфінал | Півфінал | Фінал            | Фінал            |
| Спортсмен     | Дисципліна   | Заплив 1         | Місце            | Заплив 2         | Місце            | Кращий           | Місце            | Час      | Місце    | Час              | Місце            |
| ------------- | ------------ | ---------------- | ---------------- | ---------------- | ---------------- | ---------------- | ---------------- | -------- | -------- | ---------------- | ---------------- |
| Маріо Ляйтнер | чоловіки Б-1 | 93.29            | 12               | 93.89            | 13               | 93.29            | 15 Q             | 100.25   | 13       | Завершила виступ | Завершила виступ |
| Корінна Кунле | жінки Б-1    | 109.63           | 9                | 107.02           | 10               | 107.02           | 12 Q             | 101.54   | 1 Q      | 104.75           | 5                |

### Спринт
| Спортсмен                      | Дисципліна         | Заїзди   | Заїзди | Півфінали | Півфінали | Фінал            | Фінал            |
| Спортсмен                      | Дисципліна         | Час      | Місце  | Час       | Місце     | Час              | Місце            |
| ------------------------------ | ------------------ | -------- | ------ | --------- | --------- | ---------------- | ---------------- |
| Вікторія Шварц                 | Б-1, 200 м (жінки) | 42.847   | 5 Q    | 43.072    | 7         | Завершила виступ | Завершила виступ |
| Ana Roxana Lehaci Івонн Шурінг | Б-2, 500 м (жінки) | 1:46.429 | 6 Q    | 1:44.462  | 4 FB      | 1:48.834         | 11               |

Пояснення до кваліфікації: FA = Кваліфікувались до фіналу A (за медалі); FB = Кваліфікувались до фіналу B (не за медалі)

## Велоспорт

### Шосе
| Спортсмен      | Дисципліна                         | Час          | Місце        |
| -------------- | ---------------------------------- | ------------ | ------------ |
| Штефан Деніфль | Групова шосейна гонка (чоловіки)   | Не фінішував | Не фінішував |
| Георг Прайдлер | Групова шосейна гонка (чоловіки)   | 6:29:42      | 44           |
| Георг Прайдлер | роздільна шосейна гонка (чоловіки) | 1:16:02.36   | 16           |
| Мартіна Ріттер | групова шосейна гонка (жінки)      | 4:02:07      | 46           |

### Маунтінбайк
| Спортсмен          | Дисципліна             | Час          | Місце        |
| ------------------ | ---------------------- | ------------ | ------------ |
| Александер Ґебауер | маунтінбайк (чоловіки) | Не фінішував | Не фінішував |

## Стрибки у воду
| Спортсмен        | Дисципліна                   | Попередні змагання | Попередні змагання | Півфінали       | Півфінали       | Фінал           | Фінал           |
| Спортсмен        | Дисципліна                   | Очки               | Місце              | Очки            | Місце           | Очки            | Місце           |
| ---------------- | ---------------------------- | ------------------ | ------------------ | --------------- | --------------- | --------------- | --------------- |
| Константін Блага | трамплін, 3 метри (чоловіки) | 351.95             | 27                 | Завершив виступ | Завершив виступ | Завершив виступ | Завершив виступ |

## Кінний спорт

### Виїздка
| Спортсмен            | Кінь             | Дисципліна    | Grand Prix | Grand Prix | Grand Prix Special | Grand Prix Special | Grand Prix Freestyle | Grand Prix Freestyle | Загалом         | Загалом         |
| Спортсмен            | Кінь             | Дисципліна    | Результат  | Місце      | Результат          | Місце              | За техніку           | За артистизм         | Результат       | Місце           |
| -------------------- | ---------------- | ------------- | ---------- | ---------- | ------------------ | ------------------ | -------------------- | -------------------- | --------------- | --------------- |
| Вікторія Макс-Тойрер | Della Cavalleria | Індивідуальні | 71.129     | 33         | Завершив виступ    | Завершив виступ    | Завершив виступ      | Завершив виступ      | Завершив виступ | Завершив виступ |

## Фехтування
| Спортсмен  | Дисципліна                      | 1/32 фіналу         | 1/16 фіналу        | 1/8 фіналу         | Чвертьфінал        | Півфінал           | Фінал / БМ         | Фінал / БМ      |
| Спортсмен  | Дисципліна                      | Суперник Результат  | Суперник Результат | Суперник Результат | Суперник Результат | Суперник Результат | Суперник Результат | Місце           |
| ---------- | ------------------------------- | ------------------- | ------------------ | ------------------ | ------------------ | ------------------ | ------------------ | --------------- |
| Рене Пранц | індивідуальна рапіра (чоловіки) | Тольдо (BRA) L14–15 | Завершив виступ    | Завершив виступ    | Завершив виступ    | Завершив виступ    | Завершив виступ    | Завершив виступ |

## Гольф
| Спортсмен        | Дисципліна | Раунд 1   | Раунд 2   | Раунд 3   | Раунд 4   | Загалом   | Загалом | Загалом |
| Спортсмен        | Дисципліна | Результат | Результат | Результат | Результат | Результат | Пар     | Місце   |
| ---------------- | ---------- | --------- | --------- | --------- | --------- | --------- | ------- | ------- |
| Бернд Вайсбергер | чоловіки   | 74        | 67        | 69        | 68        | 278       | −6      | =11     |
| Крістіне Вольф   | жінки      | 71        | 69        | 77        | 76        | 293       | +9      | 43      |

## Гімнастика

### Спортивна гімнастика
| Спортсмен | Дисципліна | Кваліфікація | Кваліфікація       | Кваліфікація | Кваліфікація | Кваліфікація | Кваліфікація | Фінал  | Фінал  | Фінал  | Фінал  | Фінал   | Фінал |                  |                  |                  |                  |                  |                  |
| Спортсмен | Дисципліна | Вправа       | Вправа             | Вправа       | Вправа       | Загалом      | Місце        | Вправа | Вправа | Вправа | Вправа | Загалом | Місце |                  |                  |                  |                  |                  |                  |
| --------- | ---------- | ------------ | ------------------ | ------------ | ------------ | ------------ | ------------ | ------ | ------ | ------ | ------ | ------- | ----- | ---------------- | ---------------- | ---------------- | ---------------- | ---------------- | ---------------- |
| Спортсмен | Дисципліна | Ліза Еккер   | Абсолютна першість | 14.100       | 12.200       | Загалом      | Місце        | 13.400 | 13.266 | 52.966 | 43     | Загалом | Місце | Завершила виступ | Завершила виступ | Завершила виступ | Завершила виступ | Завершила виступ | Завершила виступ |

### Художня гімнастика
| Спортсменка    | Дисципліна                  | Кваліфікація | Кваліфікація | Кваліфікація | Кваліфікація | Кваліфікація | Кваліфікація | Фінал            | Фінал            | Фінал            | Фінал            | Фінал            | Фінал            |
| Спортсменка    | Дисципліна                  | Обруч        | М'яч         | Булави       | Стрічка      | Загалом      | Місце        | Обруч            | М'яч             | Булави           | Стрічка          | Загалом          | Місце            |
| -------------- | --------------------------- | ------------ | ------------ | ------------ | ------------ | ------------ | ------------ | ---------------- | ---------------- | ---------------- | ---------------- | ---------------- | ---------------- |
| Ніколь Рупрехт | Індивідуальне багатоборство | 16.833       | 16.666       | 17.166       | 17.033       | 67.698       | 20           | Завершила виступ | Завершила виступ | Завершила виступ | Завершила виступ | Завершила виступ | Завершила виступ |

## Дзюдо
| Спортсмен            | Категорія               | 1/32 фіналу        | 1/16 фіналу                 | 1/8 фіналу                | Чвертьфінали               | Півфінали          | Втішний поєдинок          | Фінал / БМ             | Фінал / БМ       |
| Спортсмен            | Категорія               | Суперник Результат | Суперник Результат          | Суперник Результат        | Суперник Результат         | Суперник Результат | Суперник Результат        | Суперник Результат     | Місце            |
| -------------------- | ----------------------- | ------------------ | --------------------------- | ------------------------- | -------------------------- | ------------------ | ------------------------- | ---------------------- | ---------------- |
| Людвіг Пайшер        | до 60 кг (чоловіки)     | Bye                | Давтян (ARM) L 000–100      | Завершив виступ           | Завершив виступ            | Завершив виступ    | Завершив виступ           | Завершив виступ        | Завершив виступ  |
| Даніель Аллершторфер | понад 100 кг (чоловіки) | Н/Д                | Саїдов (RUS) L 000–010      | Завершив виступ           | Завершив виступ            | Завершив виступ    | Завершив виступ           | Завершив виступ        | Завершив виступ  |
| Сабріна Фільцмозер   | до 57 кг (жінки)        | Н/Д                | Сміт-Дейвіс (GBR) L 000–011 | Завершила виступ          | Завершила виступ           | Завершила виступ   | Завершила виступ          | Завершила виступ       | Завершила виступ |
| Катаріна Хекер       | до 63 кг (жінки)        | Н/Д                | Bye                         | Гарсія (ECU) W 010–000    | Тасіро (JPN) L 000–001     | Завершила виступ   | ван Емден (NED) L 000–001 | Завершила виступ       | 7                |
| Бернадетт Граф       | до 70 кг (жінки)        | Н/Д                | Bye                         | Портела (BRA) W 000–000 S | Варгас-Кох (GER) L 000–100 | Завершила виступ   | Зупанчіч (CAN) W 010–001  | Конвей (GBR) L 000–001 | 5                |

## Академічне веслування
| Спортсмен                  | Дисципліна                          | Заїзди  | Заїзди | Втішний заплив | Втішний заплив | Чвертьфінали | Чвертьфінали | Півфінали | Півфінали | Фінал   | Фінал |
| Спортсмен                  | Дисципліна                          | Час     | Місце  | Час            | Місце          | Час          | Місце        | Час       | Місце     | Час     | Місце |
| -------------------------- | ----------------------------------- | ------- | ------ | -------------- | -------------- | ------------ | ------------ | --------- | --------- | ------- | ----- |
| Бернгард Зібер Пауль Зібер | Парні двійки, легка вага (чоловіки) | 6:43.37 | 4 R    | 7:06.41        | 2 SA/B         | Н/Д          | Н/Д          | 6:53.62   | 6 FB      | 6:42.19 | 12    |
| Магдалена Лобніг           | одиночки (жінки)                    | 8:26.83 | 1 QF   | Bye            | Bye            | 7:35.37      | 3 SA/B       | 7:45.48   | 3 FA      | 7:34.86 | 6     |

Пояснення до кваліфікації: FA=Фінал A (за медалі); FB=Фінал B (не за медалі); FC=Фінал C (не за медалі); FD=Фінал D (не за медалі); FE=Фінал E (не за медалі); FF=Фінал F (не за медалі); SA/B=Півфінали A/B; SC/D=Півфінали C/D; SE/F=Півфінали E/F; QF=Чвертьфінали; R=Потрапив у втішний заплив

## Вітрильний спорт
Чоловіки
| Спортсмен                        | Дисципліна | Заплив | Заплив | Заплив | Заплив | Заплив | Заплив | Заплив | Заплив | Заплив | Заплив | Заплив | Заплив | Заплив | Очки | Підсумкове місце |
| Спортсмен                        | Дисципліна | 1      | 2      | 3      | 4      | 5      | 6      | 7      | 8      | 9      | 10     | 11     | 12     | M*     | Очки | Підсумкове місце |
| -------------------------------- | ---------- | ------ | ------ | ------ | ------ | ------ | ------ | ------ | ------ | ------ | ------ | ------ | ------ | ------ | ---- | ---------------- |
| Флоріан Райхштадтер Маттіас Шмід | 470        | 3      | 9      | 6      | 9      | 16     | 2      | 13     | 14     | 17     | 1      | Н/Д    | Н/Д    | 14     | 87   | 9                |
| Ніко Делле-Карт Ніколаус Реш     | 49er       | 17     | 6      | 10     | 18     | 3      | 14     | 3      | 14     | 21     | 4      | 11     | 16     | EL     | 116  | 12               |

Жінки
| Спортсменка              | Дисципліна | Заплив | Заплив | Заплив | Заплив | Заплив | Заплив | Заплив | Заплив | Заплив | Заплив | Заплив | Очки | Підсумкове місце |
| Спортсменка              | Дисципліна | 1      | 2      | 3      | 4      | 5      | 6      | 7      | 8      | 9      | 10     | M*     | Очки | Підсумкове місце |
| ------------------------ | ---------- | ------ | ------ | ------ | ------ | ------ | ------ | ------ | ------ | ------ | ------ | ------ | ---- | ---------------- |
| Йоланта Огар Лара Вадлау | 470        | 3      | 12     | 12     | 5      | 6      | 1      | 5      | 16     | 21     | 14     | 18     | 92   | 9                |

Змішаний
| Спортсмен             | Дисципліна | Заплив | Заплив | Заплив | Заплив | Заплив | Заплив | Заплив | Заплив | Заплив | Заплив | Заплив | Заплив | Заплив | Очки | Підсумкове місце |
| Спортсмен             | Дисципліна | 1      | 2      | 3      | 4      | 5      | 6      | 7      | 8      | 9      | 10     | 11     | 12     | M*     | Очки | Підсумкове місце |
| --------------------- | ---------- | ------ | ------ | ------ | ------ | ------ | ------ | ------ | ------ | ------ | ------ | ------ | ------ | ------ | ---- | ---------------- |
| Томас Заяц Таня Франк | Nacra 17   | 12     | 3      | 12     | 6      | 9      | 8      | 8      | 3      | 4      | 10     | 4      | 5      | 6      | 78   | 3                |

M = Медальний заплив; EL = Вибув – не потрапив до медального запливу

## Стрільба
| Спортсмен         | Дисципліна                                  | Кваліфікація | Кваліфікація | Півфінал        | Півфінал        | Фінал            | Фінал            |
| Спортсмен         | Дисципліна                                  | Очки         | Місце        | Очки            | Місце           | Очки             | Місце            |
| ----------------- | ------------------------------------------- | ------------ | ------------ | --------------- | --------------- | ---------------- | ---------------- |
| Себастьян Кунчик  | скит (чоловіки)                             | 116          | 25           | Завершив виступ | Завершив виступ | Завершив виступ  | Завершив виступ  |
| Томас Матіс       | гвинтівка лежачи, 50 м (чоловіки)           | 622.4        | 17           | Н/Д             | Н/Д             | Завершив виступ  | Завершив виступ  |
| Гернот Румплер    | пневматична гвинтівка, 10 м (чоловіки)      | 620.4        | 32           | Н/Д             | Н/Д             | Завершив виступ  | Завершив виступ  |
| Гернот Румплер    | гвинтівка з трьох положень, 50 м (чоловіки) | 1161         | 36           | Н/Д             | Н/Д             | Завершив виступ  | Завершив виступ  |
| Александер Шмірль | пневматична гвинтівка, 10 м (чоловіки)      | 623.7        | 15           | Н/Д             | Н/Д             | Завершив виступ  | Завершив виступ  |
| Александер Шмірль | гвинтівка лежачи, 50 м (чоловіки)           | 621.4        | 24           | Н/Д             | Н/Д             | Завершив виступ  | Завершив виступ  |
| Александер Шмірль | гвинтівка з трьох положень, 50 м (чоловіки) | 1170         | 17           | Н/Д             | Н/Д             | Завершив виступ  | Завершив виступ  |
| Олівія Гофманн    | пневматична гвинтівка, 10 м (жінки)         | 415.7        | 10           | Н/Д             | Н/Д             | Завершила виступ | Завершила виступ |
| Олівія Гофманн    | гвинтівка з трьох положень, 50 м (жінки)    | 586          | 3 Q          | Н/Д             | Н/Д             | 424.5            | 5                |

Пояснення до кваліфікації: Q = Пройшов у наступне коло; q = Кваліфікувався щоб змагатись у поєдинку за бронзову медаль

## Плавання
| Спортсмен         | Дисципліна                            | Попередній заплив | Попередній заплив | Півфінал         | Півфінал         | Фінал            | Фінал            |
| Спортсмен         | Дисципліна                            | Час               | Місце             | Час              | Місце            | Час              | Місце            |
| ----------------- | ------------------------------------- | ----------------- | ----------------- | ---------------- | ---------------- | ---------------- | ---------------- |
| Фелікс Аубек      | 200 метрів вільним стилем (чоловіки)  | 1:47.24           | 18                | Завершив виступ  | Завершив виступ  | Завершив виступ  | Завершив виступ  |
| Фелікс Аубек      | 400 метрів вільним стилем (чоловіки)  | 3:49.35           | 25                | Н/Д              | Н/Д              | Завершив виступ  | Завершив виступ  |
| Фелікс Аубек      | 1500 метрів вільним стилем (чоловіки) | 15:36.24          | 42                | Н/Д              | Н/Д              | Завершив виступ  | Завершив виступ  |
| Давід Брандль     | 400 метрів вільним стилем (чоловіки)  | 3:54.59           | 40                | Н/Д              | Н/Д              | Завершив виступ  | Завершив виступ  |
| Біргіт Кошішек    | 50 метрів вільним стилем (жінки)      | 25.58             | 39                | Завершила виступ | Завершила виступ | Завершила виступ | Завершила виступ |
| Лена Кройндль     | 200 метрів комплексом (жінки)         | 2:15.71           | =30               | Завершила виступ | Завершила виступ | Завершила виступ | Завершила виступ |
| Йордіс Штайнеггер | 400 метрів комплексом (жінки)         | 4:47.84           | 29                | Н/Д              | Н/Д              | Завершила виступ | Завершила виступ |
| Ліза Цайзер       | 200 метрів комплексом (жінки)         | 2:15.23           | 26                | Завершила виступ | Завершила виступ | Завершила виступ | Завершила виступ |

## Синхронне плавання
| Спортсменка                            | Дисципліна | Обов'язкова програма | Обов'язкова програма | Довільна програма (попередня) | Довільна програма (попередня)    | Довільна програма (попередня) | Довільна програма (фінал) | Довільна програма (фінал)        | Довільна програма (фінал) |
| Спортсменка                            | Дисципліна | Очки                 | Місце                | Очки                          | Загалом (обов'язкова + довільна) | Місце                         | Очки                      | Загалом (обов'язкова + довільна) | Місце                     |
| -------------------------------------- | ---------- | -------------------- | -------------------- | ----------------------------- | -------------------------------- | ----------------------------- | ------------------------- | -------------------------------- | ------------------------- |
| Анна-Марія Александрі Eirini Alexandri | Дуети      | 85.0637              | 11                   | 85.2667                       | 170.3304                         | 12 Q                          | 85.5333                   | 170.5970                         | 12                        |

## Настільний теніс
Чоловіки
| Спортсмен                                   | Дисципліна       | Попередній раунд   | Раунд 1            | Раунд 2             | Раунд 3            | 1/8 фіналу             | Чвертьфінали          | Півфінали          | Фінал / БМ         | Фінал / БМ      |
| Спортсмен                                   | Дисципліна       | Суперник Результат | Суперник Результат | Суперник Результат  | Суперник Результат | Суперник Результат     | Суперник Результат    | Суперник Результат | Суперник Результат | Місце           |
| ------------------------------------------- | ---------------- | ------------------ | ------------------ | ------------------- | ------------------ | ---------------------- | --------------------- | ------------------ | ------------------ | --------------- |
| Stefan Fegerl                               | Одиночний розряд | Bye                | Bye                | Bye                 | Ніва (JPN) L 1–4   | Завершив виступ        | Завершив виступ       | Завершив виступ    | Завершив виступ    | Завершив виступ |
| Robert Gardos                               | Одиночний розряд | Bye                | Bye                | Йонеску (ROU) L 1–4 | Завершив виступ    | Завершив виступ        | Завершив виступ       | Завершив виступ    | Завершив виступ    | Завершив виступ |
| Stefan Fegerl Robert Gardos Daniel Habesohn | Команда          | Н/Д                | Н/Д                | Н/Д                 | Н/Д                | Португалія (POR) W 3–1 | Німеччина (GER) L 1–3 | Завершив виступ    | Завершив виступ    | Завершив виступ |

Жінки
| Спортсменка                          | Дисципліна       | Попередній раунд    | Раунд 1             | Раунд 2             | Раунд 3             | 1/8 фіналу             | Чвертьфінали        | Півфінали           | Фінал / БМ          | Фінал / БМ       |
| Спортсменка                          | Дисципліна       | Суперниця Результат | Суперниця Результат | Суперниця Результат | Суперниця Результат | Суперниця Результат    | Суперниця Результат | Суперниця Результат | Суперниця Результат | Місце            |
| ------------------------------------ | ---------------- | ------------------- | ------------------- | ------------------- | ------------------- | ---------------------- | ------------------- | ------------------- | ------------------- | ---------------- |
| Liu Jia                              | одиночний розряд | Bye                 | Bye                 | Bye                 | Li Jiao (NED) W 4–1 | Feng Tw (SIN) L 1–4    | Завершила виступ    | Завершила виступ    | Завершила виступ    | Завершила виступ |
| Sofia Polcanova                      | одиночний розряд | Bye                 | Bye                 | Lay J F (AUS) L 1–4 | Завершила виступ    | Завершила виступ       | Завершила виступ    | Завершила виступ    | Завершила виступ    | Завершила виступ |
| Li Qiangbing Liu Jia Sofia Polcanova | Команда          | Н/Д                 | Н/Д                 | Н/Д                 | Н/Д                 | Нідерланди (NED) W 3–1 | Японія (JPN) L 0–3  | Завершила виступ    | Завершила виступ    | Завершила виступ |

## Теніс
| Спортсмен                   | Дисципліна               | 1/16 фіналу                         | 1/8 фіналу                             | Чвертьфінали                    | Півфінали          | Фінал / БМ         | Фінал / БМ      |
| Спортсмен                   | Дисципліна               | Суперник Результат                  | Суперник Результат                     | Суперник Результат              | Суперник Результат | Суперник Результат | Місце           |
| --------------------------- | ------------------------ | ----------------------------------- | -------------------------------------- | ------------------------------- | ------------------ | ------------------ | --------------- |
| Олівер Марах Александер Пея | Парний розряд (чоловіки) | Bury / Мирний (BLR) W 7–6(7–4), 7–5 | Baker / Рам (USA) W 6–4, 6–7(2–7), 6–3 | López / Надаль (ESP) L 3–6, 1–6 | Завершив виступ    | Завершив виступ    | Завершив виступ |

## Тріатлон
| Спортсмен      | Дисципліна | Плавання, 1,5 км | Перехід 1 | Велосипед, 40 км         | Перехід 2                | Біг, 10 км               | Загалом Time             | Місце                    |
| -------------- | ---------- | ---------------- | --------- | ------------------------ | ------------------------ | ------------------------ | ------------------------ | ------------------------ |
| Томас Шпрингер | чоловіки   | 19:45            | 0:49      | 59:41                    | 0:39                     | 34:20                    | 1:55:14                  | 47                       |
| Юлія Хаузер    | жінки      | 22:08            | 0:53      | Відстав більш як на коло | Відстав більш як на коло | Відстав більш як на коло | Відстав більш як на коло | Відстав більш як на коло |
| Сара Вілич     | жінки      | 19:43            | 0:55      | 1:04:04                  | 0:45                     | 37:43                    | 2:03:10                  | 37                       |

## Волейбол

### Beach
| Спортсмен                        | Дисципліна | Груповий етап | Місце | 1/8 фіналу                                       | Чвертьфінали       | Півфінали          | Фінал / БМ         | Фінал / БМ      |
| Спортсмен                        | Дисципліна | Суперник Результат | Місце | Суперник Результат                               | Суперник Результат | Суперник Результат | Суперник Результат | Місце           |
| -------------------------------- | ---------- | --- | ----- | ------------------------------------------------ | ------------------ | ------------------ | ------------------ | --------------- |
| Клеменс Допплер Александер Горст | Чоловіки   | Pool A Карамбула – Ранг'єрі (ITA) L 0 – 2 (14–21, 13–21) Серутті – Шмідт (BRA) W 2 – 1 (23–21, 16–21, 15–13) Бінсток – Шехтер (CAN) W 2 – 1 (21–19, 16–21, 15–8) | 3 Q   | Діас – González (CUB) L 0 – 2 (17–21, 14–21)     | Завершив виступ    | Завершив виступ    | Завершив виступ    | Завершив виступ |
| Александер Губер Робін Шидл      | Чоловіки   | Група F Gavira – Herrera (ESP) L 1 – 2 (21–14, 17–21, 13–15) Гібб – Patterson (USA) W 2 – 0 (21–18, 21–18) Перейра – Юноус (QAT) L 1 – 2 (21–18, 19–21, 12–15)   | 3 Q   | Далгауссер – Лусена (USA) L 0 – 2 (14–21, 15–21) | Завершив виступ    | Завершив виступ    | Завершив виступ    | Завершив виступ |

## Важка атлетика
| Спортсмен         | Категорія            | Ривок     | Ривок | Поштовх   | Поштовх | Загалом | Місце |
| Спортсмен         | Категорія            | Результат | Місце | Результат | Місце   | Загалом | Місце |
| ----------------- | -------------------- | --------- | ----- | --------- | ------- | ------- | ----- |
| Сарґіс Мартиросян | до 105 кг (чоловіки) | 179       | =10   | 210       | 11      | 389     | 11    |

## Боротьба
Легенда:
- VT – Перемога на туше.
- PP – Перемога за очками – з технічними очками в того, хто програв.
- PO – Перемога за очками – без технічних очок в того, хто програв.
- ST – Перемога за явної переваги – різниця в очках становить принаймні 8 (греко-римська боротьба) або 10 (вільна боротьба) очок, без технічних очок у того, хто програв.
- SP – Перемога за явної переваги – різниця в очках становить принаймні 8 (греко-римська боротьба) або 10 (вільна боротьба) очок, з технічними очками в того, хто програв.

Греко-римська боротьба
| Спортсмен        | Категорія | Кваліфікація       | 1/8 фіналу                | Чвертьфінал             | Півфінал           | Втішний поєдинок 1 | Втішний поєдинок 2 | Фінал / БМ         | Фінал / БМ |
| Спортсмен        | Категорія | Суперник Результат | Суперник Результат        | Суперник Результат      | Суперник Результат | Суперник Результат | Суперник Результат | Суперник Результат | Місце      |
| ---------------- | --------- | ------------------ | ------------------------- | ----------------------- | ------------------ | ------------------ | ------------------ | ------------------ | ---------- |
| Амер Хрустановіч | до 85 кг  | Bye                | Хієтаніємі (FIN) W 3–1 PP | Гамзатов (BLR) L 0–4 ST | Завершив виступ    | Завершив виступ    | Завершив виступ    | Завершив виступ    | 10         |